# Ateleute clypearis
Ateleute clypearis là một loài tò vò trong họ Ichneumonidae.